# Han-sur-Nied

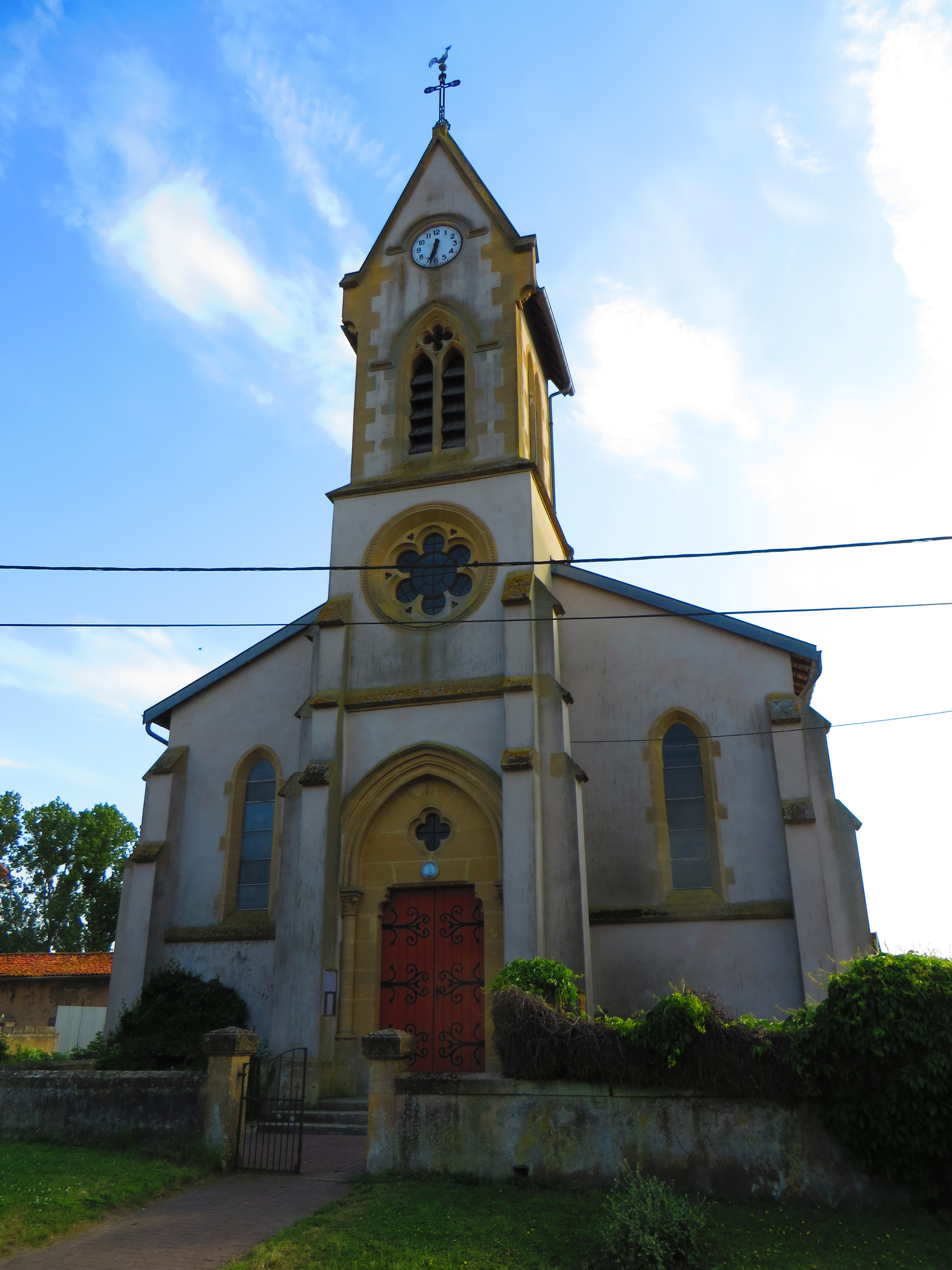
Kirche St. Rufus (Saint-Rufe)

Han-sur-Nied (deutsch Han an der Nied) ist eine Gemeinde mit 251 Einwohnern (Stand 1. Januar 2022) im Département Moselle in der Region Grand Est (bis 2015 Lothringen).

## Geographie
Die Gemeinde liegt in Lothringen am rechten Ufer der Französischen Nied, etwa 26 Kilometer südöstlich von Metz und 14 Kilometer südwestlich von Faulquemont (Falkenberg). 
In der Gemeinde kreuzen sich die Fernstraßen Metz – Morhange (Mörchingen) und Pont-à-Mousson – Saint-Avold (Sankt Avold).

## Geschichte
Der Ort gehörte früher zum Bistum Metz, einem Fürstbistum des Heiligen Römischen Reichs, und wurde 1239 erstmals als Hans erwähnt. Zusammen mit diesem Fürstbistum wurde der Ort 1552 von Frankreich besetzt und annektiert, das sich den Besitz 1648 im Westfälischen Frieden bestätigen lassen konnte.
Durch den Frankfurter Frieden vom 10. Mai 1871 kam das Gebiet an das deutsche Reichsland Elsaß-Lothringen, und das Dorf wurde dem Kreis Bolchen im Bezirk Lothringen zugeordnet. Französisch blieb aber Amts- und Umgangssprache. Die Dorfbewohner betrieben Getreide-, Obst- und Tabakbau sowie Viehzucht.
Nach dem Ersten Weltkrieg musste die Region aufgrund der Bestimmungen des Versailler Vertrags 1919 an Frankreich abgetreten werden. Im Zweiten Weltkrieg war die Region von der deutschen Wehrmacht besetzt.

### Bevölkerungsentwicklung
| Jahr      | 1962 | 1968 | 1975 | 1982 | 1990 | 1999 | 2007 | 2019 |
| Einwohner | 97   | 93   | 83   | 86   | 193  | 209  | 241  | 258  |